# Dengeki Comic Gao!
Dengeki Comic Gao! (jap. 月刊電撃コミックガオ!, Gekkan Dengeki Komikku Gao!) war ein japanisches Manga-Magazin, das sich an ältere männliche Jugendliche richtete und daher zur Shōnen-Kategorie gezählt wird. Hauptzielgruppe waren regelmäßige Mangaleser, Fans beziehungsweise Otaku. Das Magazin erschien seit Dezember 1992 (Ausgabe 2/1993) monatlich beim Verlag MediaWorks. Zum 27. Februar 2008 (Ausgabe 4/2008) wurde es eingestellt. Das zwei Jahre zuvor als Sonderausgabe von Dengeki Comic Gao! gestartete Magazin Sylph erscheint bis heute.

## Serien (Auswahl)
- +Anima von Natsumi Mukai
- Allison von Hiroki Haruse
- Baccano! 1931 The Grand Punk Railroad von Ryōgo Narita und Ginyū Shijin
- Blue Drop von Akihito Yoshitomi
- Bokusatsu Tenshi Dokuro-chan von Masaki Okayu und Mitsuna Ōse
- Burst Angel von Minoru Murao
- Dark Edge von Yu Aikawa
- DearS von Peach-Pit
- Eat-Man von Akihito Yoshitomi
- ef – a fairy tale of the two. von Mikage, Yū Kagami und Juri Miyabi
- Elf o karu Mono-tachi von Yū Yagami
- Getsumen to Heiki Mina von Nylon
- Gokujō Seitokai von Mosuke Mattaku
- Hambun no Tsuki ga Noboru Sora von B.Tarō
- Haunted Junction von Nemu Mukudori
- Inukami! von Mari Matsuzawa
- Kemeko Deluxe! von Masakazu Iwasaki
- Nanatsuiro Drops Pure!! von Sorahiko Mizushima
- Omishi Mahō Gekijō: Risky/Safety von Rei Omishi
- PitaTen von Koge-Donbo
- Sorcerer Hunters von Satoru Akahori und Ray Omishi
- Speed Grapher von Tomozo
- Sumeba Miyako no Cosmos-sō Suttoko Taisen Dokkoidaa von Taro Achi und Yu Yagami
- Tengen Toppa Gurren Lagann von Kotaro Mori
- Tokimeki Memorial Only Love von Pairan
- Toradora! von Yuyuko Takemiya und Zekkyō
- Venus Versus Virus von Atsushi Suzumi
- Wagaya no Oinari-sama. von Suiren Shōfū